# Coupe des clubs champions européens de handball 1958-1959
Navigation
Coupe d'Europe intervilles 1956-1957 Coupe des clubs champions 1959-1960
La Coupe des clubs champions européens 1958-1959 est la 2e édition de la coupe d'Europe des clubs masculins de handball à sept, qui deviendra la Ligue des champions en 1993. Après une première édition inaugurale deux ans plus tôt, c'est la première édition qui oppose uniquement des clubs.
Le vainqueur est le club suédois du Redbergslids IK, vainqueur en finale du club Ouest-allemand du Frisch Auf Göppingen.

## Présentation

### Participants
Organisée par la Fédération française de handball sous l'égide de la Fédération internationale, elle met aux prises 14 clubs européens, généralement champion dans leur pays :
- Frisch Auf Göppingen : Champion d'Allemagne de l'Ouest 1958 (de)
- OC Flémallois : motif de qualification inconnu[NB 1]
- Helsingør IF : Champion du Danemark 1957-1958 (da)
- BM Granollers : Champion d'Espagne 1957-1958 (es)
- ASPOM Bordeaux : Champion de France 1957-1958[4]
- Union Helsinki : Champion de Finlande 1957-1958
- HB Eschois Fola : motif de qualification inconnu[NB 2]
- Olympia Hengelo : Champion des Pays-Bas 1958 (nl)
- FC Porto : Champion du Portugal 1957-1958 (pt)
- Dinamo Bucarest : motif de qualification inconnu[NB 3]
- Redbergslids IK :  Champion de Suède 1957-1958 (sv)
- BTV Saint-Gall : Champion de Suisse 1957-1958 (de)
- HC Dukla Prague : Champion de Tchécoslovaquie 1957-1958
- RK Partizan Bjelovar : Champion de Yougoslavie 1957-1958 (hr)

Remarques :
- le club polonais du Sparta Katowice aurait déclaré forfait lors du tour préliminaire face au HC Dukla Prague[2] mais sa participation n'est pas certaine car il n'est que vice-champion champion de Pologne pour la saison 1957-58 et seuls 14 clubs européens sont censés avoir participé à la compétition[3].
- le Redbergslids IK et potentiellement le HC Dukla Prague sont directement qualifiés pour les quarts de finale, probablement par tirage au sort.

### Formule
Hormis la finale qui s'est disputée sur terrain neutre à Paris, la formule n'est pas connue avec précision. En particulier, si les oppositions ont bien eu lieu sur un match unique, en dehors du quart de finale ASPOM-Redbergslids IK disputé à Bordeaux, il n'est pas connu si le match s'est disputé sur le terrain du premier nommé ou sur terrain neutre.

## Tour préliminaire
| Date            | Lieu   | Équipe 1             | Résultat  | Équipe 2        |
| --------------- | ------ | -------------------- | --------- | --------------- |
| 11 janvier 1959 | ?      | OC Flémallois        | 10 – 11ap | ASPOM Bordeaux  |
| 0 janvier 1959  | ?      | Helsingør IF         | 21 – 14   | Union Helsinki  |
| 11 janvier 1959 | ?      | BM Granollers        | 17 – 12   | FC Porto        |
| 11 janvier 1959 | Zagreb | RK Partizan Bjelovar | 05 – 17   | Dinamo Bucarest |
| 11 janvier 1959 | ?      | BTV Saint-Gall       | 28 – 19   | HB Eschois Fola |
| 11 janvier 1959 | ?      | Frisch Auf Göppingen | 24 – 16   | Olympia Hengelo |

## Phase finale
| \| Göteborg Bordeaux Prague Bucarest Saint-Gall Granollers Göppingen Elseneur \| Localisation des équipes en phase finale. |
| Göteborg Bordeaux Prague Bucarest Saint-Gall Granollers Göppingen Elseneur                                                 |

|  | Quarts de finale          | Quarts de finale          | Quarts de finale          | Quarts de finale          |                      |                      | Demi-finales | Demi-finales | Demi-finales | Demi-finales |  |  | Finale               | Finale               | Finale               | Finale               |
|  |                           |                           |                           |                           |                      |                      |              |              |              |              |  |  |                      |                      |                      |                      |
|  | 19 février 1959, Bordeaux | 19 février 1959, Bordeaux | 19 février 1959, Bordeaux | 19 février 1959, Bordeaux |                      |                      |              |              |              |              |  |  | 18 avril 1959, Paris | 18 avril 1959, Paris | 18 avril 1959, Paris | 18 avril 1959, Paris |
|  | 19 février 1959, Bordeaux | 19 février 1959, Bordeaux | 19 février 1959, Bordeaux | 19 février 1959, Bordeaux |                      |                      |              |              |              |              |  |  | 18 avril 1959, Paris | 18 avril 1959, Paris | 18 avril 1959, Paris | 18 avril 1959, Paris |
|  | ASPOM Bordeaux            | ASPOM Bordeaux            | 14                        | 14                        |                      |                      |              |              |              |              |  |  | 18 avril 1959, Paris | 18 avril 1959, Paris | 18 avril 1959, Paris | 18 avril 1959, Paris |
|  | ASPOM Bordeaux            | ASPOM Bordeaux            | 14                        | 14                        |                      |                      |              |              |              |              |  |  | 18 avril 1959, Paris | 18 avril 1959, Paris | 18 avril 1959, Paris | 18 avril 1959, Paris |
|  | Redbergslids IK           | Redbergslids IK           | 26                        | 26                        |                      |                      |              |              |              |              |  |  | 18 avril 1959, Paris | 18 avril 1959, Paris | 18 avril 1959, Paris | 18 avril 1959, Paris |
|  | Redbergslids IK           | Redbergslids IK           | 26                        | 26                        | Redbergslids IK      | Redbergslids IK      | 22           | 22           |              |              |  |  | 18 avril 1959, Paris | 18 avril 1959, Paris | 18 avril 1959, Paris | 18 avril 1959, Paris |
|  |                           |                           |                           |                           | Redbergslids IK      | Redbergslids IK      | 22           | 22           |              |              |  |  | 18 avril 1959, Paris | 18 avril 1959, Paris | 18 avril 1959, Paris | 18 avril 1959, Paris |
|  |                           |                           | Helsingør IF              | Helsingør IF              | 12                   | 12                   |              |              |              |              |  |  | 18 avril 1959, Paris | 18 avril 1959, Paris | 18 avril 1959, Paris | 18 avril 1959, Paris |
|  | Helsingør IF              | Helsingør IF              | Helsingør IF              | Helsingør IF              | 12                   | 12                   | 34           | 34           |              |              |  |  | 18 avril 1959, Paris | 18 avril 1959, Paris | 18 avril 1959, Paris | 18 avril 1959, Paris |
|  | Helsingør IF              | Helsingør IF              |                           |                           |                      |                      |              | 34           |              |              |  |  | 18 avril 1959, Paris | 18 avril 1959, Paris | 18 avril 1959, Paris | 18 avril 1959, Paris |
|  | BM Granollers             | BM Granollers             | 14                        | 14                        |                      |                      |              |              |              |              |  |  | 18 avril 1959, Paris | 18 avril 1959, Paris | 18 avril 1959, Paris | 18 avril 1959, Paris |
|  | BM Granollers             | BM Granollers             | 14                        | 14                        | Redbergslids IK      | Redbergslids IK      | 19           | 19           |              |              |  |  |                      |                      |                      |                      |
|  |                           |                           |                           |                           | Redbergslids IK      | Redbergslids IK      | 19           | 19           |              |              |  |  |                      |                      |                      |                      |
|  |                           |                           | Frisch Auf Göppingen      | Frisch Auf Göppingen      | 14                   | 14                   |              |              |              |              |  |  |                      |                      |                      |                      |
|  | Frisch Auf Göppingen      | Frisch Auf Göppingen      | Frisch Auf Göppingen      | Frisch Auf Göppingen      | 14                   | 14                   | 31           | 31           |              |              |  |  |                      |                      |                      |                      |
|  | Frisch Auf Göppingen      | Frisch Auf Göppingen      |                           |                           |                      |                      |              |              |              |              |  |  |                      |                      |                      |                      |
|  | BTV Saint-Gall            | BTV Saint-Gall            | 26                        | 26                        |                      |                      |              |              |              |              |  |  |                      |                      |                      |                      |
|  | BTV Saint-Gall            | BTV Saint-Gall            | 26                        | 26                        | Frisch Auf Göppingen | Frisch Auf Göppingen | 31           | 31           |              |              |  |  |                      |                      |                      |                      |
|  |                           |                           |                           |                           | Frisch Auf Göppingen | Frisch Auf Göppingen | 31           | 31           |              |              |  |  |                      |                      |                      |                      |
|  |                           |                           | Dinamo Bucarest           | Dinamo Bucarest           | 26                   | 26                   |              |              |              |              |  |  |                      |                      |                      |                      |
|  | Dinamo Bucarest           | Dinamo Bucarest           | Dinamo Bucarest           | Dinamo Bucarest           | 26                   | 26                   | 15           | 15           |              |              |  |  |                      |                      |                      |                      |
|  | Dinamo Bucarest           | Dinamo Bucarest           |                           |                           |                      |                      |              | 15           |              |              |  |  |                      |                      |                      |                      |
|  | HC Dukla Prague           | HC Dukla Prague           | 14                        | 14                        |                      |                      |              |              |              |              |  |  |                      |                      |                      |                      |
|  | HC Dukla Prague           | HC Dukla Prague           | 14                        | 14                        |                      |                      |              |              |              |              |  |  |                      |                      |                      |                      |
|  |                           |                           |                           |                           |                      |                      |              |              |              |              |  |  |                      |                      |                      |                      |

### Quarts de finale
| Date            | Équipe 1             | Résultat | Équipe 2        |
| --------------- | -------------------- | -------- | --------------- |
| 19 février 1959 | ASPOM Bordeaux       | 14 – 26  | Redbergslids IK |
| 2 février 1959  | Helsingør IF         | 34 – 14  | BM Granollers   |
| 0 février 1959  | Dinamo Bucarest      | 15 – 14  | HC Dukla Prague |
| 0 février 1959  | Frisch Auf Göppingen | 31 – 26  | BTV Saint-Gall  |

### Demi-finales
| Date        | Lieu      | Équipe 1             | Résultat | Équipe 2        |
| ----------- | --------- | -------------------- | -------- | --------------- |
| .. ... 1959 | ?         | Redbergslids IK      | 22 – 12  | Helsingør IF    |
| .. ... 1959 | Stuttgart | Frisch Auf Göppingen | 21 – 12  | Dinamo Bucarest |

### Finale
La finale a été disputée sur une seule rencontre, le samedi 18 avril 1959 à 21h40 au stade Pierre-de-Coubertin à Paris.
| Date          | Lieu  | Équipe 1        | Résultat | Équipe 2             |
| ------------- | ----- | --------------- | -------- | -------------------- |
| 18 avril 1959 | Paris | Redbergslids IK | 18 – 13  | Frisch Auf Göppingen |

Les Suédois du Redbergslids IK débutent en trombe menèrent 5-0, 6-4, 8-6 et, plus athlétiques, contrôlent la fin de la rencontre pour s'imposer par 18 buts à 13. Malgré tout le courage et les excellentes combinaisons des Allemands du Frisch Auf Göppingen, revenus à 2 buts (9-11) à la 41e minute, la puissance des tirs suédois et la brillante performance de leur jeune gardien de but Lindblom devaient cependant les mettre à l'abri d'un retour des Allemands qui furent irrémédiablement condamnés dès la 48e minute (15-10 pour les Suédois).

## Le champion d'Europe
| Champion d'Europe - Coupe des clubs champions 1958-1959 Redbergslids IK 1er titre |